# Roșcani (Anenii Noi)
Roşcani è un comune della Moldavia situato nel distretto di Anenii Noi di 2.563 abitanti al censimento del 2004